# Novafrontina
Novafrontina is een geslacht van spinnen uit de familie hangmatspinnen (Linyphiidae). 

## Soorten
De volgende soorten zijn bij het geslacht ingedeeld:
- Novafrontina bipunctata (Keyserling, 1886)
- Novafrontina patens Millidge, 1991
- Novafrontina uncata (F. O. P.-Cambridge, 1902)